# Komlós Aladár
Komlós Aladár (született: Kredens, álnév: Koral Álmos; Alsósztregova, 1892. december 10. – Budapest, 1980. június 22.) magyar író, költő, műfordító, irodalomtörténész. Palotai Erzsi előadóművész férje.

## Pályafutása
Zsidó családban született Alsósztregovában Kredens Ede földbérlő és Schönfeld Szidónia gyermekeként. Losoncon járt középiskolába. Itt fedezte fel tehetségét tanára, Bodor Aladár költő. 1910-től latin–magyar szakon tanult a budapesti egyetemen, ahol belépett a Galilei Körbe. 1918-ban végzett tanárként. Az első világháborúban megjárta az olasz hadifogságot. 1920-as kassai tanári működésének egy újságcikke miatti elbocsátás vetett véget. Jászi Oszkár hívására 1922-től 1923-ig a Bécsi Magyar Újság munkatársa lett, s publikált a Tűz című hetilapban is. 1925-től a Színházi Élet kritikusa, s a Nyugatban is ekkor publikálta első cikkét. A folyóirat tanulmánypályázatán ugyanebben az évben harmadik díjat nyert Adyról szóló pályaművével. A kolozsvári Korunk és a pozsonyi Tűz is közölte írásait. 1928 és 1938, valamint 1940 és 1944 között magyart és latint tanított a budapesti Zsidó Gimnáziumban. A második világháborúban a Kasztner-vonattal Bergen-Belsenbe, majd Svájcba került. Innen tért haza 1945-ben. 1946-ban megkapta az egyetemi magántanári kinevezést. 1949 és 1960 között megbízott egyetemi előadó, majd gimnáziumi tanár volt Budapesten. 1953-tól az MTA Irodalomtörténeti Dokumentációs Központjában dolgozott. 1956-tól nyugdíjazásáig az MTA Irodalomtörténeti Intézetének függetlenített tudományos főmunkatársaként tevékenykedett.
Házastársa Palotai Erzsi volt, akit 1937. december 30-án Budapesten vett nőül.

## Munkássága
Első önálló, Voltam poéta én is című verseskötete 1921-ben jelent meg. (A gyűjteményt Szabó Lőrinc ismertette a Nyugatban.) 1931-es, A néma őrült arca című verseskötete megbotránkozást okozott a kritikusok körében. 1933-ban jelent meg első regénye, az Augustus korában játszódó Római kaland.
Irodalomtörténeti tárgyú művei sorát a Nyugat első nemzedékével foglalkozó Az új magyar líra nyitotta meg 1928-ban. Az 1937-es Írók és elvekben kora irodalmát vizsgálta. 1954–1955-ben Vajda Jánosról, Reviczky Gyuláról és Komjáthy Jenőről jelentetett meg hosszabb-rövidebb írásokat. 1959-ben látott napvilágot egyik legfontosabb irodalomtörténeti összefoglalása, A magyar költészet Petőfitől Adyig. Több esszégyűjteménye is megjelent.

## Díjai és elismerései
- Az irodalomtudományok doktora (1954)
- Munka Érdemrend (1962)
- Munka Érdemrend arany fokozata (1967, 1970, 1972)
- A Magyar Népköztársaság Állami Díja II. fokozat (1973) – irodalomtörténeti és kritikai munkásságáért, életművéért

## Művei

### Tanulmányok, esszék, monográfiák
- Komlós Aladár: Dömötör János; Athenaeum Ny., Budapest, 1918
- Zsidók a válaszúton (Budapest, 1920)
- Az új magyar líra (Budapest, 1928)
- Írók és elvek (Budapest, 1937)
- Irodalmunk társadalmi háttere (Budapest, 1948)
- Vajda János (Budapest, 1954)
- Reviczky Gyula (Budapest, 1955)
- Irodalmi ellenzéki mozgalmak a XIX. század második felében (Budapest, 1956)
- Tegnap és ma. Irodalmi tanulmányok; Szépirodalmi, Budapest, 1956
- A magyar költészet Petőfitől Adyig (Budapest, 1959)
- A líra műhelyében (Budapest, 1961)
- A szimbolizmus és a magyar líra (Budapest, 1965)
- A szimbolizmus; bev., vál. Komlós Aladár; Gondolat, Budapest, 1965
- Gyulaitól a marxista kritikáig. A magyar irodalmi kritika hét évtizede; Akadémiai, Budapest, 1966 (Irodalomtörténeti könyvtár)
- Táguló irodalom. Tanulmányok, esszék, kritikák; Magvető, Budapest, 1967 (Elvek és utak)
- Vereckétől Dévényig (Budapest, 1972)
- Költészet és bírálat (Budapest, 1973)
- Kritikus számadás (Budapest, 1977)
- Problémák a Nyugat körül (Budapest, 1978)
- A magyar költészet Petőfitől Adyig; 2. módosított kiad.; Gondolat, Budapest, 1981
- Magyar zsidó szellemtörténet a reformkortól a holocaustig (Budapest, 1997)
- Kritika és kritikusok (Budapest, 2004)
- A magyar zsidóság irodalmi tevékenysége a XIX. században; sajtó alá rend., jegyz., fotóvál. Kiss József, előszó Kőbányai János, névmutató Körmendi Gabriella; Múlt és Jövő, Bp., 2008 (Hágár)
- Bevezetés a magyar-zsidó irodalomba; vál., szerk. Kőbányai János; Múlt és Jövő, Bp., 2009 (Hágár)

### Verseskötetek, mesék, drámák
- Bontakozó szárnyak (Darvas Jánossal és Begyáts Lászlóval; 1910)
- Voltam poéta én is. Egy félbenmaradt költő versei és vallomásai (Rimaszombat, 1921)
- A néma őrült arca (Budapest, 1931)
- A kincsőrző fa. Zsidó mesék és elbeszélések; összeáll. Komlós Aladár, Vihar Béla, ill. Vadász Endre; Országos Izraelita Tanítóegyesület, Bp., 1940
- Himnusz a mosolyhoz (Budapest, 1941)
- Az első csillag. Dráma; Nádor Ny., Bp., 1941 (A mi könyvünk)
- Versek a zsidóságról; összegyűjt. Komlós Aladár; Magyar Zsidók Pro Palesztina Szövetsége, Bp., 1944 (Javne könyvek)
- Legszebb versek könyve; vál. Jankovich Ferenc, Komlós Aladár, Rubin Péter; Budapest Irodalmi Intézet, Bp., 1946 (Magyar műveltség könyvtára)
- Külföldi versek könyve; jegyz. Szijgyártó László, ill. Kondor Lajos; Móra, Bp., 1964 (Az én könyvtáram. Az ifjúsági irodalom remekei)
- Magyar irodalom a századfordulón; szerk., vál. Komlós Aladár, Czine Mihály; Tankönyvkiadó, Bp., 1962 (Iskolai könyvtár)
- Reggeltől estig (Budapest, 1963)
- Verses Budapest. Antológia; vál., szerk., bev. Komlós Aladár, jegyz. Tótfalusi István; Athenaeum Ny., Bp., 1968 (A magyar irodalom gyöngyszemei)
- A tölgyek és a hegedű (Budapest, 1981)
- Mese Élijáhuról. Komlós Aladár és Vihar Béla zsidó népmese-feldolgozásai; vál. T. Aszódi Éva; Múlt és Jövő, Bp., 1998
- A kincsőrző fa. Zsidó mesék és elbeszélések; összeáll. Komlós Aladár, Vihar Béla; Gabbiano Print, Bp., 2011

### Regények
- Római kaland. A Curiatius-szövetség hőstettei; ill. Gedő Lipót; Athenaeum, Bp., 1933
- Néro és a VII. A.; Pantheon, Bp., 1935 (Jó könyvek)